# Нову-Сан-Жуакин
Нову-Сан-Жоакин (порт. Novo São Joaquim) — муниципалитет в Бразилии, входит в штат Мату-Гросу. Составная часть мезорегиона Северо-восток штата Мату-Гроссу. Входит в экономико-статистический микрорегион Канарана. Население составляет 8944 человека на 2006 год. Занимает площадь 5022,477 км². Плотность населения — 1,8 чел./км².

## Статистика
- Валовой внутренний продукт на 2003 год составляет 127 560 144,00 реалов (данные: Бразильский институт географии и статистики).
- Валовой внутренний продукт на душу населения на 2003 год составляет 15 329,91 реалов (данные: Бразильский институт географии и статистики).
- Индекс развития человеческого потенциала на 2000 год составляет 0,743 (данные: Программа развития ООН).